# Marta Carazo
Marta Carazo Sebastián (Madrid, 1973) es una periodista, corresponsal y presentadora española.  

## Trayectoria profesional
Es licenciada en Ciencias de la Información en Periodismo por la Facultad de Ciencias de la Información de la Universidad Complutense de Madrid (1991-1996).
Inicia su trayectoria profesional en Telecinco. Posteriormente, pasa a trabajar en el Gabinete de Prensa del Círculo de Empresarios, en el último cuatrimestre de 1996 hasta 2025
Durante los primeros siete meses tiene su primer contacto con RTVE, como redactora del programa El valor del dinero. emitido por La 2 de TVE. Finalizada esta etapa, desde octubre de 1997 y durante seis meses trabaja en Europa Press Televisión y desde abril de 1998 y junio de 1999 trabaja en la redacción de Telenoticias de Telemadrid y en la Agencia EFE TV
En julio de 1999 se incorpora de forma definitiva a RTVE, donde es presentadora y redactora del Canal 24 horas hasta septiembre de 2007, compaginándolo entre septiembre de 2006 y septiembre de 2007, con la presentación y dirección de los programas A fondo y Conversatorios en Casa de América. Tras ocho años en el canal de información continua de Televisión Española, se incorpora al Área de Sociedad de los Informativos de TVE, encargándose sin abandonar dicha área, de la corresponsalía de Casa Real, entre octubre de 2009 y septiembre de 2012.
En septiembre de 2012 se incorpora al Área de Economía de los Informativos de Televisión Española, donde permanece hasta agosto de 2019, durante los últimos doce meses como subdirectora de dicha área (24/8/2018-31/8/2019). Paralelamente, junto con Olegario Marcos —realizador de informativos de Televisión Española—, creó y codirigió el especial La noche del Telediario, entre octubre de 2013 y marzo de 2014.
Tras abandonar el Área de Economía de los Informativos de TVE, se desempeñó como redactora y presentadora del programa Europa 2019 (09/2019-03/2020) y como editora adjunta del Telediario Primera Edición de Televisión Española (03/2020-08/2020).
Entre septiembre de 2020 y diciembre de 2023 trabaja en el Área de Internacional de Televisión Española como corresponsal de TVE en Bruselas, cubriendo las informaciones de Bélgica, Holanda, Luxemburgo y Estrasburgo. Durante su tiempo al frente de la corresponsalía, cubrió sucesos informativos como el Brexit, el inicio de la vacunación contra la COVID-19 en la Unión Europea o la respuesta europea a la guerra de Ucrania y entrevistó al secretario general de la OTAN, Jens Stoltenberg; al Alto representante de la Unión Europea para Asuntos Exteriores y Política de Seguridad y vicepresidente de la Comisión Europea, Josep Borrell; a la presidenta de la Comisión Europea, Ursula von der Leyen o al presidente del Consejo Europeo, Charles Michel. Por su labor en la corresponsalía de Bruselas, le fue concedido el Premio de Periodismo Europeo Salvador de Madariaga en la categoría de Televisión en 2022.
El 19 de diciembre de 2023 abandona la corresponsalía de TVE en Bruselas, para hacerse cargo del Telediario Segunda Edición de Televisión Española entre el 15 de enero de 2024 y el 27 de junio de 2025.
Desde el 1 de septiembre de 2025 es jefa de la Secretaría de Su Majestad la Reina Letizia en sustitución de María Ocaña Madrid, cambiando de rumbo profesional tras 26 años en RTVE.